# Hadsel
Gmina Hadsel (norw. Hadsel kommune) – norweska gmina leżąca w regionie Nordland. Jej siedzibą jest miasto Stokmarknes.
Hadsel jest 188. norweską gminą pod względem powierzchni.

## Demografia
Według danych z roku 2005 gminę zamieszkuje 8039 osób, gęstość zaludnienia wynosi 14,2 os./km². Pod względem zaludnienia Hadsel zajmuje 127. miejsce wśród norweskich gmin.
| ludność stan na 1 stycznia 2005 |         |           |       |
|                                 | kobiety | mężczyźni | razem |
| osób                            | 4059    | 3980      | 8039  |
| %                               | 50,49%  | 49,51%    | 100%  |

| wykształcenie stan na 1 października 2004 |            |         |        |          |
|                                           | podstawowe | średnie | wyższe | nieznane |
| osób                                      | 1577       | 3624    | 1092   | 121      |
| %                                         | 24,59%     | 56,5%   | 17,03% | 1,89%    |

## Edukacja
Według danych z 1 października 2004:
- liczba szkół podstawowych (norw. grunnskolar): 5
- liczba uczniów szkół podst.: 1092

## Władze gminy
Według danych na rok 2011 administratorem gminy (norw. rådmann) jest Jonny Karoliussen, natomiast burmistrzem (norw. ordfører, d. borgermester) jest Kjell-Børge Freiberg.